# Leopold Trattinnick

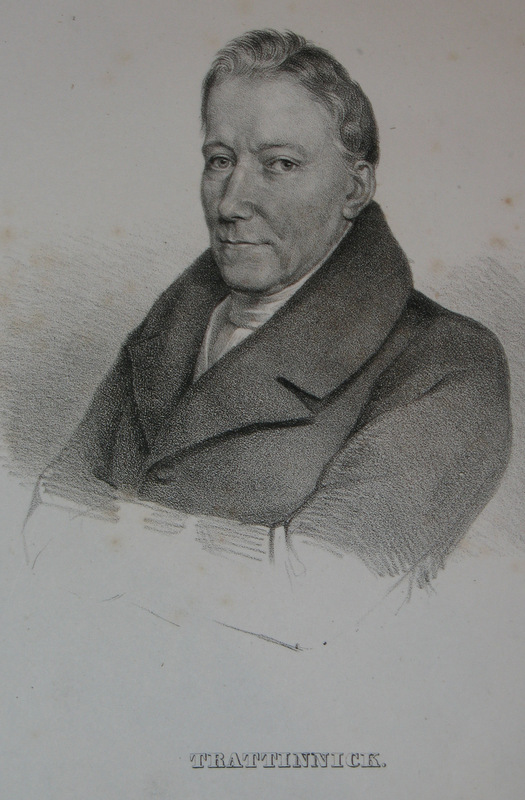
Leopold Trattinnick

Leopold Trattinnick, auch Leopold Trattinick (* 26. Mai 1764 in Klosterneuburg; † 24. Januar 1849 in Wien) war ein habsburgischer, k. k. österreichischer Botaniker und Mykologe. Sein offizielles botanisches Autorenkürzel lautet „Tratt.“

## Leben
Trattinnick wurde 1806 Landes-Phytograph von Niederösterreich. Er war 1809 bis 1835 Kustos des K.k. Hof-Naturalienkabinetts in Wien.
Er veröffentlichte mehrere mykologische Werke und gab dazu Sammlungen mit Wachsnachbildungen beschriebener Pilzarten heraus.
Bekannt wurde er auch durch mehrere kostspielige und nur in kleiner Auflage erschienene Tafelwerke, die größtenteils durch die Blumenmaler Franz Reinelli und Ignaz Stremel illustriert wurden.
Trattinnick war der Taufzeuge von Moritz Bondi (* 1835 Pettau an der Drau, Sohn der pensionierten Erziehers und Inhaber einer franz. Sprachschule Leopold Bondi und der Pauline von Vernay, Großeltern der aus Graz stammenden Dirigenten und Komponisten Leopold Stolz und Robert Stolz) genannt als Custos des Hof-Naturalien-Cabinet in Wien.

## Ehrungen
1820 wurde er Mitglied der Deutschen Akademie der Naturforscher Leopoldina.
Die Pflanzengattung Trattinnickia aus der Familie der Balsambaumgewächse (Burserceae) wurde von Carl Ludwig Willdenow nach ihm benannt.

## Namensschreibung: „Trattinick“ oder „Trattinnick“
Er veröffentlichte seine botanischen Werke zumindest teilweise unter dem Namen „Leopold Trattinick“ (mit einfachem „n“). Auch die von Karl Ludwig Willdenow nach ihm benannte Gattung Trattinnickia Willd., von Willdenow mit doppeltem „n“ eingeführt, wurde in der botanischen Literatur früher mit einfachem „n“ geschrieben.
Aktuell hat sich die zutreffendere Schreibweise „Trattinnick“ mit doppeltem „n“ (wieder) durchgesetzt. So findet sich in der 17. Auflage des Zander Handwörterbuchs der Pflanzennamen die Schreibweise „Trattinnick“, und auch die nach ihm benannte Gattung ist in die Variante mit doppeltem „n“ übergegangen.

## Schriften
- Anleitung zur Cultur der ächten Baumwolle in Österreich. Wien 1797.
- Genera plantarum methodo naturali disposita. Vindobonae (Wien) 1802.
- Fungi austriaci, iconibus illustrati. Wien (1804–1806).
- Die eßbaren Schwämme des Oesterreichischen Kaiserstaates. 2. Auflage. 1830 (Erstausgabe:  1809).
- Archiv der Gewächskunde. Wien (1811–1818).
- Auswahl … sehr merkwürdiger Gartenpflanzen. (1812–1822).
- Oesterreichischer Blumenkranz. Wien (1819).
- Flora des Oesterreichischen Kaiserthumes. (1816–1822).
- Thesaurus botanicus… 2. Auflage. Wien 1819 (Erstausgabe:  1805).
- Rosacearum monographia. (1823–1824).
- Genera nova plantarum iconibus observationesque illustrata. Selbstverlag, 1825 (24 Kupfertafeln).[9]
- Neue Arten von Pelargonien deutschen Ursprunges. (1825–1843).